# Виктор Калиш
Виктор Калиш (Линц, 4. децембар 1902 — 21. јул 1976) бивши је аустријски спринт кајакаш. Учествовао је на такмичењима крајем тридесетих година прошлог века. Учествовао је на Олимпијским играма 1936. у Берлин. Веслао је у пару са својим земљаком Карлом Штајнхубером.

## Спортски успеси
Калиш и Штајнхубер освојили су сребрну медаљу на Олимпијским играма у Берлину у дисциплини К-2 на 10.000 метара. Стигли су други са 20 секунди заостатка за немачким паром Паул Веверс и Лудвиг Ланден, а испред шведског пара Таге Фалбург и Хелге Ларсон за више од минута.